# Man

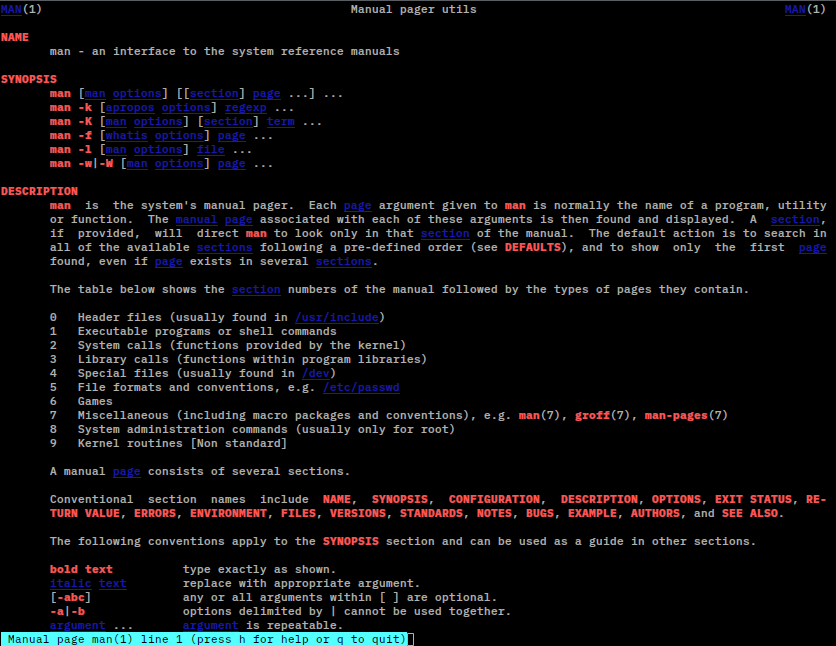
Описание и опции команды man

man (от англ. manual — руководство) — команда Unix, предназначенная для форматирования и вывода справочных страниц. Поставляется почти со всеми UNIX-подобными дистрибутивами. Каждая страница справки является самостоятельным документом и пишется разработчиками соответствующего программного обеспечения.

## Использование
Чтобы вывести справочное руководство по какой-либо команде (или программе, предусматривающей возможность запуска из терминала), можно в консоли ввести:
```
 
man
 
<command_name>

```

Например, чтобы посмотреть справку по команде ls, нужно ввести man ls.
Для навигации в справочной системе man можно использовать клавиши ↑ и ↓ для построчного перехода, PgUp и PgDn для постраничного перехода вверх и вниз соответственно.
При просмотре больших страниц удобно воспользоваться поиском, для чего следует нажать /, затем набрать строку поиска (и слеш, и строка поиска отобразятся в нижней части экрана) и нажать ↵ Enter. Обратным поиском (снизу вверх) можно воспользоваться, нажав кнопку ?. При этом подсветятся все совпадения с заданным регулярным выражением, и экран прокрутится до первого из них. Для перехода к следующему подсвеченному вхождению нужно нажать n (Next — следующий) либо оставить строку поиска пустой (/, затем - ↵ Enter). Для показа предыдущего совпадения надо также использовать вопросительный знак или же нажимать N (заглавную, то есть ⇧ Shift+N).
Для получения краткой справки по командам и горячим клавишам справочной системы нужно нажать H (Help — помощь).
Для выхода из справочной системы используется клавиша Q (Quit — выход).
Для получения детальной инструкции по использованию команды используется конструкция
```
 
man
 
man

```

## Разделы
Справочные страницы поделены на 8 стандартных разделов и один дополнительный. Каждый из разделов соответствует той или иной тематике в рамках установленной операционной системы.
| Раздел | Краткое описание                                                                         |
| ------ | ---------------------------------------------------------------------------------------- |
| 1      | Прикладные программы и команды оболочки                                                  |
| 2      | Системные вызовы ядра (функции языка Си)                                                 |
| 3      | Библиотечные вызовы (функции различных библиотек, установленных в систему)               |
| 4      | Специальные файлы (находящиеся обычно в каталоге /dev)                                   |
| 5      | Форматы файлов и соглашения                                                              |
| 6      | Игры                                                                                     |
| 7      | Различные описания, соглашения и прочее                                                  |
| 8      | Команды администрирования системы, которые обычно запускаются от имени суперпользователя |
| 9      | Ядро операционной системы (нестандартный раздел)                                         |

Номер раздела в команде man указывается вторым аргументом, перед названием справочной страницы. Если номер раздела опущен, то поиск справочной страницы ведётся по всем разделам по порядку.
```
man
 
passwd
 
#раздел 1

man
 
1
 
passwd
 
#раздел 1

man
 
5
 
passwd
 
#раздел 5

```